# Torre Martello

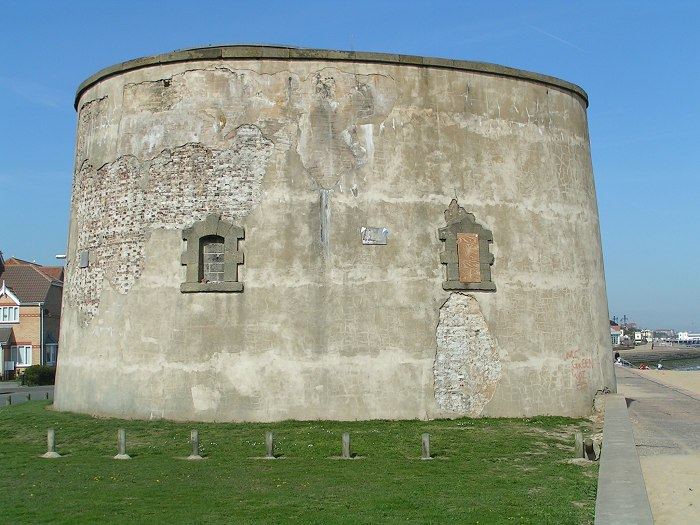
Una torre Martello a Clacton-on-Sea sulla costa est dell'Inghilterra

Una torre Martello è una piccola fortezza costruita a scopo difensivo in molti luoghi dell'Impero britannico nel XIX secolo, nel contesto delle Guerre napoleoniche.

## Origini
Le torri Martello sono ispirate dalle fortezze circolari, parte del grande sistema difensivo genovese a Torre della Mortella in Corsica. Fin dal XV secolo simili torri sono state costruite in punti strategici sulle coste della Corsica per proteggere i villaggi costieri e il traffico marittimo dai pirati nordafricani. Erano composte da uno o due piani ed avevano un diametro di circa dodici - quindici metri, con una singola entrata posta a cinque metri dal terreno raggiungibile tramite una scala removibile. Le Torri erano pagate dagli abitanti del villaggio e presidiate da un guardiano (il torregiani) che aveva il compito di segnalare l'avvicinamento di navi sconosciute accendendo un fuoco sulla sommità della torre. Di conseguenza le minacce dei pirati diminuirono e i genovesi costruirono questo nuovo tipo di torri difensive che vennero usate come difesa verso le invasioni straniere.
Il 17 febbraio 1794, nel contesto delle ostilità franco-britanniche, due navi da guerra inglesi, la HMS Fortitude (74 pezzi) e la HMS Juno (32 pezzi), attaccarono la torre delle Mortelle nel Golfo di San Fiorenzo. Quella che inizialmente apparve come una scaramuccia si trasformò in una sconfitta per gli inglesi, che dopo due giorni, con un bilancio di sessanta morti e due navi semidistrutte, dovettero arrendersi. Nel frattempo nei pressi di Bastia sbarcarono cinque reggimenti a comando del generale Dundas che si diressero verso la torre delle Mortelle con l'ordine di abbatterla, ma i colpi dei cannoni vennero deviati dalle pareti rotonde della torre e i tentativi di assalto repressi sul nascere.  Continuarono per altri due giorni con un cannoneggiamento continuo, l'unica tattica possibile, finché i francesi si arresero per un principio d'incendio all'interno della torre lasciandola a disposizione degli inglesi.

## Architettura e composizione

Diagramma della struttura interna di una torre Martello

Gli inglesi erano impressionati dall'efficacia delle torri contro le loro navi da guerra più moderne e ne copiarono il progetto. Il nome della torre, per un errore ortografico, cambiò da "Mortella" a "Martello".
Una torre Martello ha la forma di un tronco di cono dell'altezza di circa dodici metri e una diametro massimo alla base di venti metri, che si riduce a quindici sulla sommità. I muri erano spessi quattro metri ed era impossibile abbatterli per i cannoni dell'epoca, specialmente quelli delle navi, meno potenti dei cannoni campali. Inoltre i proiettili venivano deviati a lato dalle pareti di forma conica, rendendo così l'impatto meno efficace. La struttura era sorretta da un pilastro centrale che faceva anche da perno al più grande dei due cannoni posti sul tetto, da 24 o 32 libbre con una gittata di quattro chilometri, che potevano brandeggiare per 360 gradi.
All'interno la torre martello era divisa in tre piani. Il piano terra, rialzato di cinque o sei metri rispetto al terreno, serviva da magazzino e dispensa e ospitava la cisterna per l'acqua piovana che scendeva dal tetto tramite un sistema di raccolta all'interno dello stesso,  anche se diverse torri ne erano sprovviste perché l'approvvigionamento dell'acqua era garantito da un pozzo nelle vicinanze. In alcuni casi la struttura di questo piano era in legno, ma questo aumentava di gran lunga il rischio d'incendi, sebbene abbattesse i costi di costruzione.
Il primo piano ospitava un presidio di ventiquattro uomini ed un ufficiale ed era diviso in diverse stanze arredate con delle panche, un tavolo, pagliericci per dormire e le rastrelliere per le armi. Alcune feritoie garantivano l'illuminazione e l'aerazione dell'ambiente, mentre per cucinare e riscaldarsi venivano utilizzati uno o due caminetti ricavati nel muro perimetrale

## Le torri Martello nel mondo

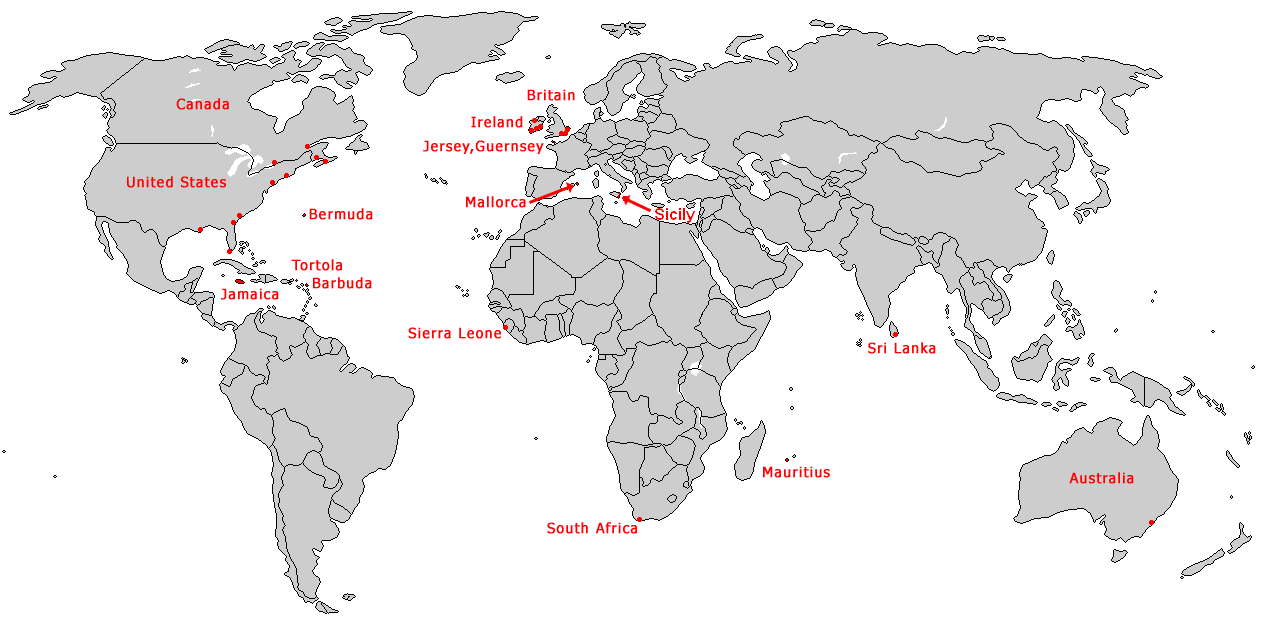
Le torri Martello nel mondo

Durante la prima metà del XIX secolo il governo britannico iniziò un programma su larga scala per la costruzione di torri Martello a guardia delle coste britanniche e dei punti strategici delle colonie inglesi nel mondo. Ne saranno innalzate circa 140, la maggior parte lungo la costa sud dell'Inghilterra, ma anche in Australia, Canada, Irlanda, Maiorca, Sudafrica e Sri Lanka. La costruzione delle torri Martello venne quasi totalmente sospesa nella metà del XX secolo perché non più efficaci contro l'artiglieria di nuova generazione.
Anche la Francia costruì simili torri lungo le proprie coste che vennero usate anche come piattaforme per la comunicazione con il telegrafo ottico.  Negli Stati Uniti vennero costruite una serie di torri Martello sulla costa est, copiando sostanzialmente quelle inglesi.

### Regno Unito
Quando vennero costruite le torri Martello la Gran Bretagna e l'Irlanda erano unite da un'unica entità politica, il Regno Unito di Gran Bretagna e Irlanda (1801-1922). Di conseguenza le torri Martello in Gran Bretagna e Irlanda sono parte di un unico sistema difensivo progettato per difendere tutte le isole britanniche. Questo è più chiaramente visibile nella costa sud dell'Inghilterra e nella costa est dell'Irlanda in cui si trovano intere catene di torri Martello, mentre nelle altre parti del mondo sono state costruite delle singole torri a difesa di posti strategici.

#### Inghilterra
Tra il 1804 e il 1812 le autorità britanniche costruirono catene di torri basate sull'originale torre Mortella per difendere le coste inglesi, irlandesi, del Jersey e del Guernsey da una possibile invasione napoleonica. Un totale di 105 torri Martello (73 tra il 1804 e il 1808) furono innalzate in Inghilterra, ad intervalli regolari lungo la costa tra Seaford, nel Sussex, e Aldeburgh, nel Suffolk. Molte furono innalzate sotto la direzione del generale William Twiss (1745-1827) e del capitano Ford.
L'efficacia delle torri Martello britanniche non fu mai testata contro navi francesi. Quando il pericolo di un'invasione francese si affievolì molte torri Martello furono utilizzate dalla guardia costiera come supporto alla battaglia contro la pirateria, quindici furono demolite per riutilizzarne la pietra,una trentina crollarono in mare ed altre quattro furono distrutte in test militari sull'efficacia della nuova artiglieria. Durante la seconda guerra mondiale alcune torri Martello furono utilizzate dai militari per scopi di osservazione e per il posizionamento di artiglieria antiaerea. In Inghilterra se ne sono conservate quarantasette, alcune delle quali sono diventate musei (come nel caso della torre a St. Osyth), alberghi e gallerie d'arte (come la Jaywick Martello Tower). Molte sono diventate residenze private e il resto sono abbandonate.

#### Scozia
Tra il 1813 e il 1815 in Scozia furono costruite due torri Martello ad Hackness vicino a Longhope nelle Isole Orcadi per difendersi dall'attacco dei pirati francesi ed americani. Una delle due torri è stata trasformata in un museo di storia scozzese.

#### Irlanda
Alcune torri Martello furono costruite sulla costa est da Forte Millmount a Bray, nella baia di Dublino e nel porto di Cork, sulla costa sud. La torre più famosa si trova a Sandycove, vicino a Dún Laoghaire, in cui James Joyce visse per qualche giorno come Stephen Dedalus, il protagonista dell'Ulisse. La torre è oggi conosciuta come James Joyce Tower ed è un museo a lui dedicato. Oltre a James Joyce, molti altri scrittori hanno usato le torri Martello come ambientazione per le loro opere. Altre torri Martello si trovano vicino a Bulloch Harbor, Dalkey Island, Williamstown e Sandymount. Nel 1980 Bono Vox comprò la torre Martello di Bray.
Nel XIX secolo, durante la rivolta feniana, la torre vicino all'isola di Fota a nel porto di Cork fu brevemente conquistata dal famoso Capitano Mackey ed è probabile che sia l'unico caso in cui una torre Martello venne conquistata. La torre a Seapoint, a Country Dublin, è il quartier generale della Genealogical Society of Ireland, mentre la torre a Ilnacullin è l'attrazione principale del parco a Glengarriff, a Country Cork. Molte altre torri sono ancora esistenti, come quella di Rathmullan (la battaglia delle Earls) a Country Donegal.

### Torri Martello in Europa

#### Sicilia
All'inizio del XIX secolo, durante il cosiddetto periodo napoleonico, gli inglesi tentarono di trasformare la Sicilia in un loro protettorato, come era già successo a Malta, e Ferdinando III, fuggito sull'isola da Napoli dopo la nomina a re di Giuseppe Bonaparte, fu costretto a subire le scelte politiche inglesi nel 1806. Le torri Martello siciliane sono state costruite in questo contesto e pur non sapendo l'esatta data di costruzione possiamo dedurre dalle alle rilevazioni del topografo W. H. Smith effettuate tra il 1814 e il 1815 che sono state costruite prima di questa data, probabilmente intorno al 1810, forse a seguito dell'arrivo di Lord William Bentinck nel 1811 a condurre le truppe inglesi già stanziate sull'isola.
Le torri vennero dismesse circa quindici anni dopo, quando, dopo il Congresso di Vienna, fu sancito il predominio austroungarico sull'Europa e Ferdinando IV di Borbone, divenuto re del Regno delle due Sicilie col nome di Ferdinando I, decise di allearsi all'impero austroungarico, sancendo così la fine delle ostilità.
Delle sette torri costruite in Sicilia poche sono ancora esistenti e sono la torre Mazzone, o Forte degli Inglesi, e quella di Ganzirri a Messina, e nella piazzaforte del Castello Maniace e quella di Magnisi, presso Priolo Gargallo, a Siracusa. Quest'ultima torre fu utilizzata dalla marina italiana durante la seconda guerra mondiale come osservatorio.

#### Spagna
Sull'isola di Maiorca, nella Isla sa Dragonera (isola dei dragoni) rimane una torre Martello del XIX secolo.

### Nel mondo

#### Australia

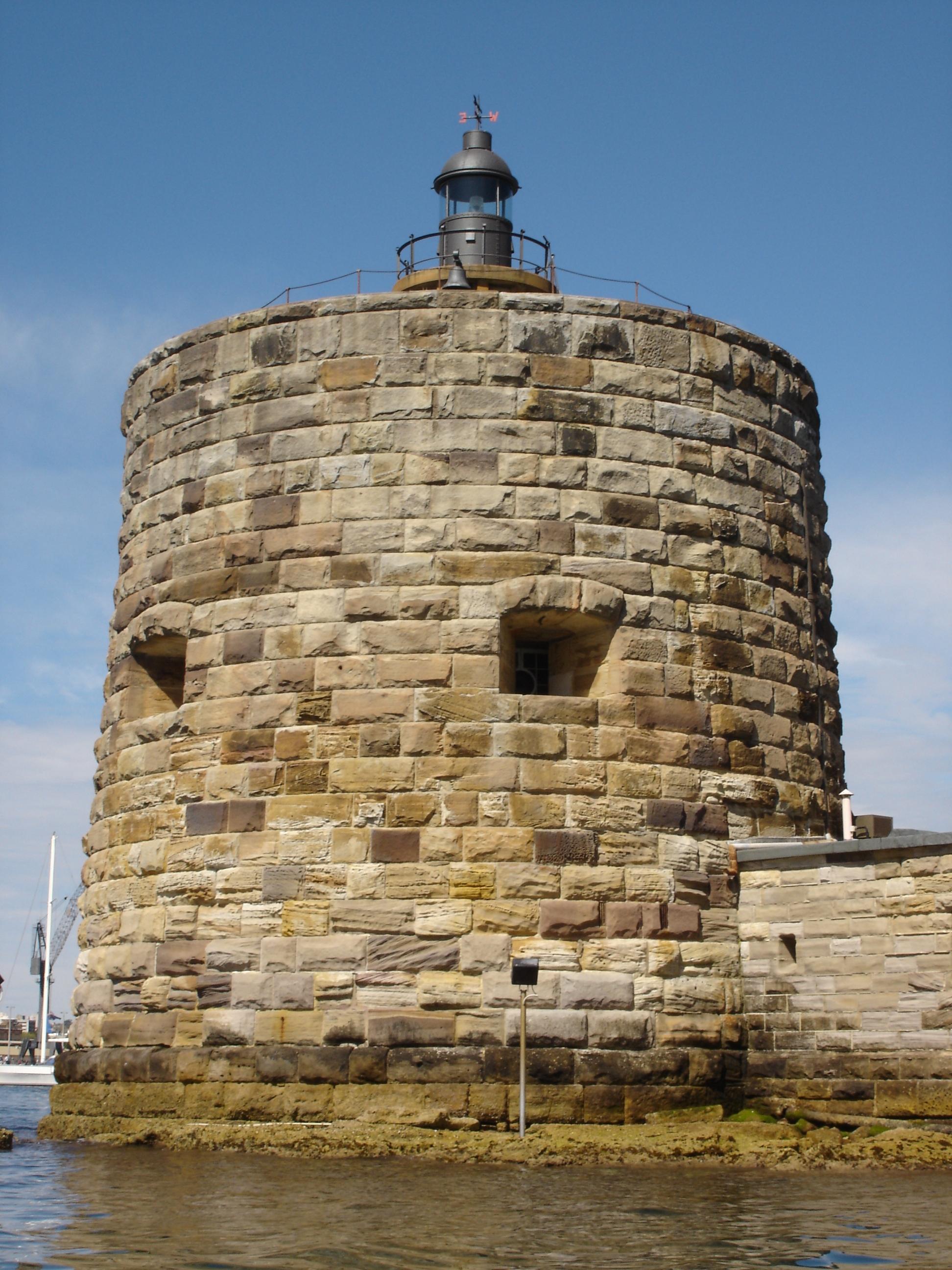
La torre Martello di Fort Denison

È probabile che l'ultima torre Martello costruita nell'impero britannico sia quella di Fort Denison, una piccola isola nel porto di Sydney, costruita per proteggere la città dagli attacchi della marina russa durante la Guerra di Crimea (1853-1856). È ben conservata ed è diventata un'attrazione turistica.

#### Barbuda
La torre delle Barbuda è annessa ad un forte, probabilmente costruito dagli spagnoli, a circa sette chilometri dal villaggio più importante dell'isola, Codrington, sulla costa sud-ovest.

#### Bermuda
La torre Martello si trova a Ferry Reach nella parrocchia di St. George. Fu completata nel 1820.

#### Isole Vergini
Fort Recovery sulla costa est dell'isola di Tortola fu trasformato dagli inglesi in una torre Martello.

#### Canada
In Canada sono state costruite sedici torri Martello, undici delle quali sono ancora esistenti. Le torri Martello canadesi hanno un tetto removibile a forma di cono come protezione contro la neve, reso fisso nelle torri ristrutturate per diminuire le spese di manutenzione.
Quattro torri sono state innalzate ad Halifax, nella Nuova Scozia. La più vecchia torre Martello del Nord America è la Prince of Wales Tower, a Point Plesant Park. Fu costruita nel 1796, prima che si decidesse di costruire alter strutture simili in Canada, e fu utilizzata come fortino e polveriera; dopo la ristrutturazione fu trasformata in un National Eritage Site. La The Duke of York Tower fu costruita nel 1798 nel Forte di York. La torre Duke of Clarence si trova nella spiaggia di Dartmouth. La torre Martello di Sherbrooke si trova nell'isola McNabs, un'altra è nell'isola di Giorgio, vicino ad Halifax.
La città di Québec aveva originariamente quattro torri Martello. Una è nella piana di Abraham, prospiciente il fiume San Lorenzo. È stata trasformata in museo e può essere visitata durante i mesi estivi. La seconda torre è nelle vicinanze e la terza torre fu demolita nei primi del ‘900 dopo essere stata usata come residenza. La quarta torre si trova sulla parte nord nella Città Alta.
Non meno di quattro torri furono costruite a Kingston per difendere i cantieri navali del porto. Due piccole torri furono aggiunte alle difese di Fort Henry, ma erano torri senza fossato piuttosto che torri Martello. Le quattro torri indipendenti furono costruite per difendersi contro gli attacchi marini. Due delle torri di Kingston, la Murney Tower e la torre a Point Frederick (al Royal Military College of Canada) sono ora dei musei aperti solo nei mesi estivi. La Frederick Tower è ulteriormente difesa da bastioni di terra e pareti divisorie di calcare. L'unica torre Martello completamente circondata dall'acqua, la Shoal Tower, si trova nella vicino a Kingston, ed è stata aperta al pubblico in occasione del Doors Open Ontario per un solo giorno nel giugno 2005. La quarta, chiamata Cathcart Tower, è tuttora inutilizzata e si trova nell'isola di Cedar, vicino a Point Henry.
La torre Martello di Carleton, prospiciente il porto di St. John, nel Nuovo Brunswick, è oggi un museo e un National Historc Site.
La Canadian press il 16 aprile 2006 ha riportato la notizia che l'esercito canadese in Afghanistan ha chiamato la nuova base operativa Forward Operating Base (FOB) Martello.

#### Giamaica
L'unica torre Martello si trova a Fort Nugent, costruita per sorvegliare il traffico marino proveniente dalla baia di Kingston. Probabilmente è stata costruita nel 1802, con un costo di £ 12˙000.

#### Mauritius
Un totale di cinque torri Martello sono state costruite in queste isole. Una vicino alla spiaggia pubblica di La Preneuse a Tamarin, fu trasformata in un museo dall'associazione Friends of the Environment. L'entrata, che era più alta rispetto al livello del terreno, dopo la ristrutturazione è stata abbassata. Un'altra torre è stata costruita tra Beau Bassin e Port Louis.

#### Sierra Leone
Una torre Martello fu costruita a Tower Hill, vicino a Freetown, nel 1805 per difendere la popolazione dagli attacchi dei Temne. Fu significativamente modificata nel 1870 per permettere l'installazione di una cisterna d'acqua a servizio di Fort Thornton. La torre fa parte degli edifici del parlamento della Sierra Leone.

#### Sudafrica
Le torri Martello costruite in Sudafrica sono due, una alla base navale di Simon's Town vicino a Città del Capo e un'altra a Fort Beaufort, un inusuale esempio di torre costruita nell'entroterra.

#### Sri Lanka
Lo Sri Lanka ha una sola torre Martello. Fu costruita a Hambantota nella costa sud e ristrutturata nel 1999.

#### Stati Uniti
Diverse torri Martello sono state costruite in varie località sulla costa est. Due sono state innalzate a Key West, in Florida, altre nei porti di Portsmouth (New Hampshire), Charleston (Carolina del Sud) e New York. Altre due torri Martello sono state costruite a Tybee Island (Georgia) e Bayou Dupre, (Louisiana).
Mentre le torri Martello canadesi imitavano il design di quelle inglesi, quelle statunitensi sono differenti sotto vari aspetti. La torre Martello di Tybee Island fu costruita nel 1815 in legno e tabì, i materiali edili locali più diffusi al tempo, al posto dei mattoni come nelle torri britanniche. Un'altra caratteristica peculiare di questa torre è la presenza di feritoie dalle quali era possibile sparare con armi da fuoco. Questa torre non fu mai testata in battaglia e al tempo della Guerra Civile Americana era in cattivo stato di manutenzione. Questo design particolare disorientò gli storici che la confusero per una torre spagnola costruita quando la Georgia era una colonia spagnola.
Una torre Martello è raffigurata nelle armi del 41º Reggimento di Fanteria dell'Esercito degli Stati Uniti.

### Lista delle torri Martello nel mondo
| Paese         | Città                                     | Nome della torre                                 | Anno di costruzione | Utilizzo corrente                                       |
| Australia     | Sydney                                    | Fort Denison                                     | 1850s               | Museo                                                   |
| Barbuda       | Vicino a Codrington                       |                                                  |                     |                                                         |
| Bermuda       | Ferry Reach                               |                                                  | 1823                | Può essere visitata                                     |
| Isole Vergini | Tortola                                   | Fort Recovery                                    |                     | Hotel                                                   |
| Canada        | Halifax, Nuova Scozia                     | Prince of Wales Tower                            | 1796                | Aperta al pubblico                                      |
|               | Kingston, Ontario                         | Fort Frederick                                   | 1846/7              | Museo                                                   |
|               | Kingston, Ontario                         | Murney Tower                                     | 1846                | Museo                                                   |
|               | Kingston, Ontario                         | Shoal Tower                                      | 1846                | Chiusa al pubblico                                      |
|               | Kingston, Ontario                         | Cathcart Tower                                   | 1846                | Chiusa al pubblico                                      |
|               | Québec, Québec                            |                                                  | 1808-1812           | Museo                                                   |
|               | Saint John                                | Carleton Martello Tower                          | 1815                | Museo                                                   |
| Irlanda       | Achill Island                             |                                                  |                     |                                                         |
|               | Bray                                      |                                                  |                     | Residenza privata                                       |
|               | Bulloch Harbour                           |                                                  |                     | Residenza privata                                       |
|               | Dalkey Island                             |                                                  |                     |                                                         |
|               | Fota Island, Cork Harbour                 |                                                  |                     |                                                         |
|               | Howth                                     |                                                  |                     | Museo e stazione radio                                  |
|               | Ilnacullin                                |                                                  |                     |                                                         |
|               | Ireland's Eye                             |                                                  |                     |                                                         |
|               | Lambay Island                             |                                                  |                     |                                                         |
|               | Loughshinny                               |                                                  |                     |                                                         |
|               | Portmarnock                               |                                                  |                     | Residenza privata                                       |
|               | Rathmullan                                |                                                  |                     |                                                         |
|               | Sandycove                                 | James Joyce Tower                                |                     | Museo                                                   |
|               | Sandymount                                |                                                  |                     |                                                         |
|               | Seapoint                                  |                                                  |                     | Quartier generale della Genealogical Society of Ireland |
|               | Shenick Island                            |                                                  |                     |                                                         |
|               | Sutton                                    |                                                  |                     | Residenza privata                                       |
|               | Williamstown                              |                                                  |                     |                                                         |
| Italia        | Messina                                   | Torre Cariddi o di Ganzirri                      | 1810?               | Chiusa al pubblico                                      |
|               |                                           | Torre di Mazzone o Torre del Forte degli Inglesi | 1810?               |                                                         |
|               | Priolo Gargallo                           | Torre di Magnisi                                 | 1810?               | Può essere visitata                                     |
|               | Siracusa                                  | Piazzaforte del Castello Maniace                 | 1810?               | Può essere visitata                                     |
| Giamaica      | Kingston, Giamaica                        | Fort Nugent                                      | 1802?               |                                                         |
| Mauritius     | Tamarin                                   |                                                  |                     | Museo                                                   |
| Sierra Leone  | Freetown                                  | Tower Hill Martello Tower                        | 1805                | Parte degli uffici governativi                          |
| Sudafrica     | Fort Beaufort                             |                                                  | 1822                |                                                         |
|               | Simon's Town                              |                                                  |                     |                                                         |
| Sri Lanka     | Hambantota                                |                                                  |                     |                                                         |
| Stati Uniti   | Bayou Dupre, Louisiana                    | Tower Dupre                                      |                     |                                                         |
|               | Charleston, Carolina del Sud              |                                                  |                     |                                                         |
|               | Key West, Florida                         |                                                  |                     |                                                         |
|               | New York Harbor                           |                                                  |                     | Distrutta                                               |
|               | Portsmouth (New Hampshire), New Hampshire | Walbach Tower,                                   | 1814                | Crollata                                                |
|               | Tybee Island, Georgia (USA)               |                                                  | 1815                | Distrutta                                               |